# تپه و محوطه روستای باریکه ۱۱
تپه و محوطه روستای باریکه ۱۱ مربوط به دوره ساسانیان - سده‌های اولیه دوران‌های تاریخی پس از اسلام است و در شهرستان چرداول، بخش هلیلان، دهستان هلیلان، ۱ کیلومتری روستای باریکه واقع شده و این اثر در تاریخ ۷ اسفند ۱۳۸۶ با شمارهٔ ثبت ۲۱۲۹۱ به‌عنوان یکی از آثار ملی ایران به ثبت رسیده است.